# CSL Vifor
CSL Vifor ist ein weltweit tätiges Pharmaunternehmen in den Therapiegebieten Eisenmangel, Dialyse sowie Nephrologie und Seltene Krankheiten. Das Unternehmen hat seinen Hauptsitz in der Schweiz und besteht aus CSL Vifor, Vifor Fresenius Medical Care Renal Pharma (VFMCRP) und Sanifit Therapeutics.

## Allgemeines
CSL Vifor ist ein globales Pharmaunternehmen, das sich auf drei Ausrichtungen konzentriert: Eisenmangel, Nephrologie und  kardiorenale Therapien. CSL Vifor ist seit August 2022 im Besitz des australischen Biotech-Unternehmens CSL. Davor war Martin Ebner mit 23,2 Prozent der grösste Aktionär.

## Geschichte
Das Unternehmen wurde 2008 mit der Übernahme der früheren Aspreva Pharmaceuticals als Geschäftseinheit der Galenica-Gruppe gegründet. Unter diesem Dach wurden die früheren Unternehmen des Pharmabereichs von Galenica – Vifor (International), Vifor und Potters – zu einem voll integrierten Pharmaunternehmen zusammengeschlossen. Im September 2009 übernahm Galenica OM Pharma, ein im Gebiet der Immunologie tätiges Pharmaunternehmen. Das US-amerikanische Unternehmen Relypsa wurde von Galenica im September 2016 übernommen und in Vifor Pharma integriert.
Im August 2014 wurde Galenica organisatorisch in die Sparten Vifor Pharma und Galenica Santé aufgespalten. Ziel war, zwei voneinander unabhängige Unternehmen durch einen Börsengang von Galenica Santé mittels öffentlicher Aktienplatzierung (IPO) zu schaffen. Der Börsengang wurde am 7. April 2017 durchgeführt, im Nachgang dazu wurden am 11. Mai 2017 die übrigen Bereiche in Vifor Pharma Gruppe umbenannt. Der Ertrag des Börsengangs soll unter anderem für die Rückzahlung des Kredits von 1,5 Mrd. USD verwendet werden, der im September 2016 für die Akquisition der Biotech-Firma Relypsa aufgenommen worden war.
Im November 2021 übernahm die Vifor Pharma Gruppe das Unternehmen Sanifit mit seinem neuartigen Hemmstoff der Gefässverkalkung SNF472 (Hexanatriumfytat) für die Behandlung der Calciphylaxie (CUA) und der peripheren arteriellen Verschlusskrankheit (pAVK) bei Patienten mit Nierenerkrankungen im Endstadium. Am gleichen Tag kündigte Vifor Pharma die Übernahme der Schweizer Firma Inositec an, die Therapien für Weichgewebe- und Gefässverkalkungen und Aortenklappenstenose (AVS) entwickelt. Im Dezember 2021 wurde bekannt, dass CSL ein Übernahmeangebot für Vifor Pharma getätigt hatte. Der Verkauf wurde im August 2022 abgeschlossen.

## Therapien
Das wichtigste Therapiegebiet CSL Vifors behandelt Eisenmangel. In diesem Bereich ist das Unternehmen Weltmarktführer. Die intravenöse Behandlung mit Ferinject / Injectafer (Eisencarboxymaltose) setzte dabei 2021 666 Mio. Schweizer Franken um, was mehr als einem Drittel des Umsatzes der CSL Vifor entspricht. CSL Vifor betreibt mit Fresenius Medical Care zudem das Gemeinschaftsunternehmen Vifor Fresenius Medical Care Renal Pharma (VFMCRP) im Bereich Dialyse und Behandlungen von Nierenleiden. Auch in diesem Gebiet wird CSL Vifor eine starke Stellung zugesprochen.
Der Dialysebereich mit den Erythropoiesis-Stimulating Agents Mircera (PEG-Epoetin beta) und Retacrit (Epoetin alfa) sowie dem Phosphatbinder Velphoro (Eisen(III)-hydroxid-Saccharose) erzielt einen ähnlich hohen Umsatz wie der Eisenmangelbereich, welcher auch das oral verabreichte Präparat Maltofer (Eisenpolymaltose) beinhaltet.
Die Pipeline von neuen Behandlungen fokussiert sich auf Dialyse und Nephrologie, beispielsweise mit den Wirkstoffen SNF472 und INS-3001 (zwei Abkömmlingen des myo-Inositols) gegen Gefässverkalkung und Korsuva (Wirkstoff Difelikefalin) zur Linderung von Juckreiz bei Dialysepatienten.
Eisenmangelanämie, entzündliche Darmerkrankungen (IBD), chronische Herzinsuffizienz (CHF) und Patientenblutmanagement (PBM) sind Erkrankungen, die mit eisenbasierten Produkten von CSL Vifor behandelt werden. CSL Vifors erste Behandlung in diesem Bereich geht auf die Pionierarbeit des Apothekers Caspar Friedrich Hausmann im Jahr 1872 in St. Gallen zurück. Neben den selbst hergestellten Eisenprodukten geht CSL Vifor Partnerschaften ein und lizenziert zusätzlich zur eigenen Forschung und Entwicklung (F&E) Produkte in einem fortgeschrittenen Entwicklungsstadium.
CSL Vifor ist in der Behandlung von chronischen Nierenerkrankungen (CKD), chronischem nierenkrankheitsbedingtem Juckreiz, renaler Anämie und Hyperphosphatämie tätig. Im Therapiebereich Nephrologie und seltene Krankheiten hat sich CSL Vifor auf Hyperkaliämie, sekundären Hyperparathyreoidismus, ANCA-assoziierte Vaskulitis, Beta-Thalassämie und Sichelzellkrankheit, CKD-assoziierte periphere Arterienerkrankung und Aortenklappenstenose, fokal segmentale Glomerulosklerose, IgA-Nephropathie und herzchirurgisch bedingte akute Nierenschädigung (CSA-AKI) spezialisiert.

## Standorte
Von den 2600 Beschäftigten der CSL Vifor arbeiten rund 1200 in der Schweiz. Am offiziellen Hauptsitz in St. Gallen werden die chemischen Wirkstoffe der Präparate hergestellt. In St. Gallen ist auch das Gemeinschaftsunternehmen Vifor Fresenius Medical Care Renal Pharma beheimatet.
1857 gründete da Caspar Friedrich Hausmann eine Apotheke, die heute noch existiert. Aus ihr gingen 1952 die Laboratorien Hausmann AG hervor, die 1983 von der Galenica Gruppe übernommen wurden. Das erste eisenhaltige Medikament erhielt 1949 in der Schweiz die Zulassung. St. Gallen bildet bis heute das Kompetenzzentrum der CSL Vifor für die Herstellung von Eisenpräparaten. Im intravenösen Bereich ist CSL Vifor Weltmarktführer.
Der operative Hauptsitz befindet sich in Glattbrugg. Zudem unterhält CSL Vifor im Bio-Technopark in Schlieren einen Forschungsstandort für den Bereich Eisenmangel. Das Zürcher Tochterunternehmen Inositec ist ein ETH-Spin-off. Sanifit Therapeutics, welches seit 2022 zu CSL Vifor gehört, hat seinen Sitz in Palma.